# Phytomyza
Phytomyza is een geslacht van vliegen uit de familie van de mineervliegen (Agromyzidae).

## Soorten
- P. abdita (Hering, 1927)
- P. abdominalis (Zetterstedt, 1848)
- P. abiskensis (Spencer, 1976)
- P. aconitella (Hendel, 1934)
- P. aconiti (Hendel, 1920)
- P. aconitophila (Hendel, 1927)
- P. actaeae (Hendel, 1922)
- P. achilleae (Hering, 1932)
- P. achilleaececis (Suss, 1984)
- P. adenostylis (Hering, 1926)
- P. adjuncta (Hering, 1928)
- P. aegopodii (Hendel, 1923)
- P. affinalis (Frost, 1924)
- P. affinis (Fallen, 1823)
- P. agromyzina (Meigen, 1830)
- P. alamedensis (Spencer, 1981)
- P. alaskana (Griffiths, 1974)
- P. albiceps (Meigen, 1830)
- P. albifrons (Groschke, 1957)
- P. albimargo (Hering, 1925)
- P. albipennis (Fallen, 1823)
- P. aldrichi (Spencer, 1986)
- P. alpestris (Hendel, 1920)
- P. alpina (Groschke, 1957)
- P. alyssi (Nowakowski, 1975)
- P. anderi (Ryden, 1952)
- P. anemonantheae (Spencer, 1969)
- P. anemones (Hering, 1925)
- P. anemonivora (Spencer, 1969)
- P. angelicae (Kaltenbach, 1874)
- P. angelicastri (Hering, 1932)
- P. angelicivora (Hering, 1924)
- P. antennata (Spencer, 1960)
- P. aphyllae (Beiger, 1964)
- P. aposeridis (Groschke, 1957)
- P. aquilegiae (Hardy, 1849)
- P. aquilegiana (Frost, 1930)
- P. aquilegioides (Sehgal, 1971)
- P. aquilegiophaga (Spencer, 1969)
- P. aquilegivora (Spencer, 1969)
- P. aquilonia (Frey, 1946)
- P. araciocesis (Hering, 1958)
- P. aralivora (Spencer, 1969)
- P. arcticola (Spencer, 1969)
- P. archangelicae (Hering, 1937)
- P. aristata (Hendel, 1935)
- P. arnicae (Hering, 1925)
- P. arnicicola (Lundqvist, 1949)
- P. arnicivora (Sehgal, 1971)
- P. aronici (Nowakowski, 1962)
- P. artemisivora (Spencer, 1971)
- P. asterophaga (Spencer, 1969)
- P. astotinensis (Griffiths, 1976)
- P. astrantiae (Hendel, 1924)
- P. athamantae (Hering, 1943)
- P. atomaria (Zetterstedt, 1848)
- P. atripalpis (Aldrich, 1929)
- P. aulagromyzina (Pakalniskis, 1994)
- P. aurata (Griffiths, 1974)
- P. aurei (Hering, 1931)
- P. auricornis (Frost, 1927)
- P. autumnalis (Hering, 1957)
- P. banffensis (Spencer, 1969)
- P. bellidina (Hendel, 1934)
- P. beringiana (Griffiths, 1975)
- P. bicolor (Coquillett, 1902)
- P. bipunctata (Loew, 1858)
- P. biseta (Hering, 1954)
- P. blairmorensis (Sehgal, 1971)
- P. boulderella (Spencer, 1986)
- P. brevicornis (Hendel, 1934)
- P. brevifascies (Hendel, 1934)
- P. brischkei (Hendel, 1922)
- P. brunnipes (Brischke, 1880)
- P. buhri (Hering in Buhr, 1930)
- P. buhriana (Hering, 1949)
- P. buhriella (Spencer, 1969)
- P. bupleuri (Hering, 1963)
- P. burchardi (Hering, 1927)
- P. californica (Griffiths, 1974)
- P. calthae (Hering, 1924)
- P. calthivora (Hendel, 1934)
- P. calthophila (Hering, 1931)
- P. callianthemi (Hering, 1944)
- P. campanulae (Hendel, 1920)
- P. campestris (Griffiths, 1974)
- P. canadensis (Spencer, 1969)
- P. carbonensis (Spencer, 1981)
- P. caulinaris (Hering, 1949)
- P. ceanothi (Spencer, 1986)
- P. cecidonomia (Hering, 1937)
- P. cicutae (Hendel, 1922)
- P. cicutella (Spencer, 1981)
- P. cicutivora (Hering, 1931)
- P. ciliolati (Spencer, 1969)
- P. cineracea (Hendel, 1920)
- P. cinerea (Hendel, 1920)
- P. cirrhosae (Spencer, 1969)
- P. cirsii (Hendel, 1923)
- P. cirsiophaga (Hendel, 1935)
- P. clematicaulis (Hering, 1958)
- P. clematidis (Kaltenbach, 1859)
- P. clematidophoeta (Spencer, 1969)
- P. clematiphaga (Spencer, 1969)
- P. clematisana (Spencer, 1981)
- P. clematisella (Spencer, 1986)
- P. clematoides (Spencer, 1986)
- P. cnidii (Griffiths, 1973)
- P. coloradella (Spencer, 1986)
- P. columbiana (Griffiths, 1977)
- P. columbinae (Sehgal, 1971)
- P. conii (Hering, 1931)
- P. coniopais (Hering, 1931)
- P. conioselini (Griffiths, 1973)
- P. continua (Hendel, 1920)
- P. conyzae (Hendel, 1920)
- P. coquilletti (Spencer, 1986)
- P. cornuta (Hendel, 1935)
- P. cortusifolii (Spencer, 1965)
- P. corvimontana (Hering, 1930)
- P. crassiseta (Zetterstedt, 1860)
- P. crepidis (Spencer, 1981)
- P. cytisi (Brischke, 1880)
- P. chaerophylli (Kaltenbach, 1856)
- P. chaerophylliana (Hering, 1931)
- P. chelonei (Spencer, 1969)
- P. chrysocera (Hendel, 1935)
- P. dalmatiensis (Spencer, 1961)
- P. dasyops (Hendel, 1920)
- P. davisii (Walton, 1912)
- P. deflecta (Hendel, 1920)
- P. deirdreae (Griffiths, 1972)
- P. delphinivora (Spencer, 1969)
- P. demissa (Spencer, 1969)
- P. despinosa (Griffiths, 1976)
- P. digitalis (Hering, 1925)
- P. diminuta (Walker, 1858)
- P. diversicornis (Hendel, 1927)
- P. doronici (Hendel, 1923)
- P. dreisbachi (Steyskal, 1972)
- P. dryas (Hering, 1937)
- P. duplex (Spencer, 1986)
- P. edmontonensis (Sehgal, 1971)
- P. elsae (Hendel, 1927)
- P. enigmoides (Hering, 1937)
- P. epistomella (Hendel, 1935)
- P. erigerophila (Hering, 1928)
- P. eumorpha (Frey, 1946)
- P. eupatorii (Hendel, 1927)
- P. euphrasiae (Kaltenbach, 1860)
- P. evanescens (Hendel, 1920)
- P. evansi (Spencer, 1986)
- P. exilis (Hering, 1936)
- P. fallaciosa (Brischke, 1880)
- P. farfarae (Hendel, 1935)
- P. fascialis (Kaltenbach, 1872)
- P. felix (Spencer, 1981)
- P. fennoscandiae (Spencer, 1976)
- P. ferina (Spencer, 1971)
- P. ferruginea (Hendel, 1935)
- P. ferulae (Hering, 1927)
- P. ferulivora (Griffiths, 1956)
- P. flavens (Spencer, 1986)
- P. flaviantennalis (Spencer, 1981)
- P. flavicornis (Fallen, 1823)
- P. flavifascies (Hendel, 1935)
- P. flavinervis (Frost, 1924)
- P. flaviventris (Zetterstedt, 1848)
- P. flavofemorata (Strobl, 1893)
- P. flexuosa (Spencer, 1986)
- P. franzii (Hering, 1944)
- P. fulgens (Hendel, 1920)
- P. gelida (Spencer, 1969)
- P. genalis (Melander, 1913)
- P. gilva (Spencer, 1971)
- P. glabra (Hendel, 1935)
- P. glechomae (Kaltenbach, 1862)
- P. globulariae (Hendel, 1935)
- P. grandella (Spencer, 1986)
- P. griffithsi (Spencer, 1963)
- P. grisescens (Hendel, 1920)
- P. gymnostoma (Loew, 1858)
- P. hebronensis (Spencer, 1969)
- P. hedingi (Ryden, 1953)
- P. hellebori (Kaltenbach, 1872)
- P. hendeli (Hering, 1923)
- P. heracleana (Hering, 1937)
- P. heringiana (Hendel, 1922)
- P. heterophylli (Bland, 1997)
- P. hirsuta (Spencer, 1976)
- P. hirta (Ryden, 1957)
- P. homogyneae (Hendel, 1927)
- P. hoppi (Hering, 1925)
- P. humilis (Spencer, 1969)
- P. hyperborea (Griffiths, 1972)
- P. hypophylla (Griffiths, 1972)
- P. ignota (Pakalniskis, 1994)
- P. ilicicola (Loew, 1872)
- P. ilicis (Curtis, 1846): hulstvlieg
- P. immanis (Spencer, 1969)
- P. immerita (Spencer, 1969)
- P. infelix (Spencer, 1969)
- P. integerrimi (Griffiths, 1974)
- P. isais (Hering, 1936)
- P. jasperensis (Sehgal, 1971)
- P. jonaitisi (Pakalniskis, 1996)
- P. jucunda Frost & Sasakawa, 1954: Japanse hulstvlieg
- P. jugalis (Hendel, 1935)
- P. kaltenbachi (Hendel, 1922)
- P. kamtschatkensis (Hendel, 1935)
- P. kareliensis (Spencer, 1976)
- P. krygeri (Hering, 1949)
- P. kyffhusana (Hering, 1928)
- P. lanati (Spencer, 1966)
- P. lappae (Goureau, 1851)
- P. lappivora (Hendel, 1927)
- P. lateralis (Fallen, 1823)
- P. latifolii (Groschke, 1957)
- P. latifrons (Spencer, 1986)
- P. leucanthemi (Hering, 1935)
- P. libanotidis (Hering, 1928)
- P. ligusticifoliae (Spencer, 1981)
- P. linguae (Lundqvist, 1947)
- P. lithospermi (Nowakowski, 1959)
- P. loewii (Hendel, 1923)
- P. lugentis (Griffiths, 1972)
- P. lupini (Sehgal, 1968)
- P. lupinivora (Sehgal, 1968)
- P. lusatica (Hering, 1955)
- P. lycopi (Nowakowski, 1959)
- P. majalis (Zlobin, 1994)
- P. major (Malloch, 1913)
- P. malaca (Spencer, 1981)
- P. manni (Spencer, 1986)
- P. marginalis (Frost, 1927)
- P. marginella (Fallen, 1823)
- P. masoni (Spencer, 1986)
- P. matricariae (Hendel, 1920)
- P. medicaginis (Hering, 1925)
- P. melampyri (Hering, 1934)
- P. melana (Hendel, 1920)
- P. melanella (Forst, 1924)
- P. melanostoma (Hendel, 1920)
- P. meridionalis (Spencer, 1972)
- P. mertensiae (Sehgal, 1971)
- P. merula (Spencer, 1969)
- P. milii (Kaltenbach, 1864)
- P. mimula (Spencer, 1969)
- P. minuscula (Goureau, 1851)
- P. minuta (Spencer, 1981)
- P. minutissima (Spencer, 1981)
- P. miranda (Spencer, 1969)
- P. misella (Spencer, 1969)
- P. mitellae (Griffiths, 1972)
- P. modica (Spencer, 1969)
- P. modocensis (Spencer, 1981)
- P. monori (Groschke, 1957)
- P. montana (Groschke, 1957)
- P. montanoides (Spencer, 1981)
- P. montereyensis (Spencer, 1981)
- P. multifidae (Sehgal, 1971)
- P. murina (Hendel, 1935)
- P. mutellinae (Beiger, 1961)
- P. mylini (Hering, 1954)
- P. myosotica (Nowakowski, 1959)
- P. nagvakensis (Spencer, 1969)
- P. narcissiflorae (Hering, 1928)
- P. nepetae (Hendel, 1922)
- P. nervosa (Loew, 1869)
- P. nigrella (Hendel, 1935)
- P. nigricoxa (Hendel, 1935)
- P. nigrifemur (Hering, 1934)
- P. nigrigenis (Hering, 1937)
- P. nigrinervis (Frost, 1924)
- P. nigripennis (Fallen, 1823)
- P. nigrita (Spencer, 1960)
- P. nigritella (Zetterstedt, 1848)
- P. nigritula (Zetterstedt, 1838)
- P. nigroclypea (Hendel, 1935)
- P. nigroorbitalis (Ryden, 1956)
- P. notata (Meigen, 1830)
- P. notopleuralis (Spencer, 1969)
- P. novitzkyi (Hering, 1958)
- P. nowakowskiana (Beiger, 1975)
- P. nugax (Spencer, 1969)
- P. oblita (Spencer, 1969)
- P. obscura (Hendel, 1920)
- P. obscurata (Hendel, 1920)
- P. obscurella (Fallen, 1823)
- P. oenanthica (Hering, 1949)
- P. oenanthoides (Spencer, 1981)
- P. opaca (Hendel, 1920)
- P. opacae (Kulp, 1968)
- P. oreas (Griffiths, 1974)
- P. oreophila (Franz, 1947)
- P. origani (Hering, 1931)
- P. orindensis (Spencer, 1981)
- P. orlandensis (Spencer, 1973)
- P. orobanchia (Kaltenbach, 1864)
- P. osmorhizae (Spencer, 1969)
- P. ovalis (Griffiths, 1975)
- P. ovimontis (Griffiths, 1976)
- P. oxytropidis (Sehgal, 1971)
- P. palionisi (Pakalniskis, 1998)
- P. palpata (Hendel, 1920)
- P. pallens (Spencer, 1969)
- P. pallipes (Spencer, 1969)
- P. parvicella (Coquillett, 1902)
- P. pastinacae (Hendel, 1923)
- P. pauliloewii (Hendel, 1920)
- P. pedicularicaulis (Spencer, 1969)
- P. pedicularidis (Spencer, 1969)
- P. pedicularifolii (Hering, 1960)
- P. penicilla (Hendel, 1935)
- P. penstemonella (Spencer, 1981)
- P. penstemonis (Spencer, 1969)
- P. peregrini (Griffiths, 1976)
- P. permutata (Hering, 1962)
- P. persicae (Frick, 1954)
- P. petiolaris (Griffiths, 1975)
- P. petoei (Hering, 1924)
- P. peucedani (Ryden, 1953)
- P. phaceliae (Spencer, 1981)
- P. phalangites (Griffiths, 1976)
- P. phellandrii (Hering, 1957)
- P. phillyreae (Hering in Buhr, 1930)
- P. picridocecis (Hering, 1957)
- P. pieninica (Nowakowski, 1963)
- P. pimpinellae (Hendel, 1924)
- P. plantaginis (Robineau-Desvoidy, 1851)
- P. platonoffi (Spencer, 1976)
- P. platystoma (Hendel, 1920)
- P. plumea (Spencer, 1969)
- P. plumiseta (Frost, 1924)
- P. podagrariae (Hering, 1954)
- P. polysticha (Hendel, 1935)
- P. poppii (Ryden, 1951)
- P. prava (Spencer, 1969)
- P. ptarmicae (Hering, 1937)
- P. pubicornis (Hendel, 1920)
- P. pulchella (Spencer, 1986)
- P. pulchra (Hendel, 1920)
- P. pulmonariae (Nowakowski, 1959)
- P. pulsatilicolla (Hering, 1962)
- P. pulsatillae (Hering, 1924)
- P. pullula (Zetterstedt, 1848)
- P. pummankiensis (Spencer, 1976)
- P. queribunda (Spencer, 1969)
- P. ranunculella (Spencer, 1973)
- P. ranunculi (Schrank, 1803)
- P. ranunculicola (Hering, 1949)
- P. ranunculivora (Hering, 1932)
- P. ranunculoides (Spencer, 1986)
- P. rapunculi (Hendel, 1927)
- P. rectae (Hendel, 1924)
- P. rhabdophora (Griffiths, 1964)
- P. rhodiolae (Griffiths, 1976)
- P. rhodopaea (Beiger, 1979)
- P. ringdahli (Ryden, 1957)
- P. riparia (Sehgal, 1971)
- P. robustella (Hendel, 1936)
- P. rostrata (Hering, 1934)
- P. rufescens (von Roser, 1840)
- P. rufipes (Meigen, 1830)
- P. rydeni (Hering, 1934)
- P. rydeniella (Spencer, 1976)
- P. salviae (Hering, 1924)
- P. saniculae (Spencer, 1981)
- P. saskatoonensis (Spencer, 1969)
- P. saxatilis (Griffiths, 1974)
- P. saximontana (Griffiths, 1974)
- P. scaligerae (Hering, 1967)
- P. scopulina (Griffiths, 1976)
- P. scotina (Hendel, 1920)
- P. schlicki (Spencer, 1976)
- P. schuetzei (Hering, 1955)
- P. schusteri (Spencer, 1981)
- P. sedi (Kaltenbach, 1869)
- P. sedicola (Hering, 1924)
- P. sehgali (Spencer, 1969)
- P. selini (Hering, 1922)
- P. senecionella (Sehgal, 1971)
- P. senecionis (Kaltenbach, 1869)
- P. seseleos (Hering, 1957)
- P. sii (Hering, 1930)
- P. silai (Hering, 1935)
- P. sitchensis (Griffiths, 1973)
- P. smyrnii (Spencer, 1954)
- P. socia (Brischke, 1880)
- P. soenderupi (Hering, 1941)
- P. soenderupiella (Spencer, 1976)
- P. solidaginis (Hendel, 1920)
- P. solidaginivora (Spencer, 1969)
- P. solidaginophaga (Sehgal, 1971)
- P. solita (Walker, 1858)
- P. sonorensis (Spencer, 1981)
- P. sphondyliivora (Spencer, 1957)
- P. spinaciae (Hendel, 1935)
- P. splendida (Spencer, 1981)
- P. spoliata (Strobl, 1906)
- P. spondylii (Robineau-Desvoidy, 1851)
- P. stolonigena (Hering, 1949)
- P. subalpina (Sehgal, 1971)
- P. subrostrata (Frey, 1946)
- P. subtenella (Forst, 1924)
- P. subtilis (Spencer, 1969)
- P. suda (Spencer, 1969)
- P. superba (Spencer, 1969)
- P. tanaceti (Hendel, 1923)
- P. tenella (Meigen, 1830)
- P. tenuis (Spencer, 1969)
- P. tetrasticha (Hendel, 1927)
- P. thalictrella (Spencer, 1981)
- P. thalictri (Escher-Kundig in de Rougemont, 1912)
- P. thalictricola (Hendel, 1925)
- P. thalictrivora (Spencer, 1969)
- P. thymi (Hering, 1928)
- P. thysselini (Hendel, 1923)
- P. thysselinivora (Hering, 1924)
- P. tlingitia (Griffiths, 1973)
- P. trichopsis (Hendel, 1935)
- P. trivittata (Frost, 1924)
- P. trollii (Hering, 1930)
- P. trolliicaulis (Suss, 1989)
- P. trolliivora (Hering, 1935)
- P. trolliophila (Hering, 1949)
- P. tundrensis (Spencer, 1969)
- P. tussilaginis (Hendel, 1925)
- P. urbana (Spencer, 1969)
- P. varipes (Macquart, 1835)
- P. varronivora Monteiro, Barbosa & Esposito, 2019
- P. veronicicola (Hering, 1925)
- P. verticillatae (Kulp, 1968)
- P. vibeana (Griffiths, 1966)
- P. vilnensis (Pakalniskis, 1998)
- P. virgaureae (Hering, 1926)
- P. virosae (Pakalniskis, 2000)
- P. vitalbae (Kaltenbach, 1872)
- P. vomitoriae (Kulp, 1968)
- P. wahlgreni (Ryden, 1944)
- P. zarzyckii (Nowakowski, 1975)
- P. zinovjevi (Zlobin, 1994)